# فرودگاه سنت اسپریت
فرودگاه سنت اسپریت (به انگلیسی: Saint-Esprit Aerodrome) یک فرودگاه خصوصی است که یک باند فرود چمن دارد و طول باند آن ۹۱۴ متر است. این فرودگاه در شهر سنت اسپریت، کبک کشور کانادا قرار دارد و در ارتفاع ۵۹ متری از سطح دریا واقع شده‌است.